# Darryl Sittler
Darryl Glen Sittler (* 18. September 1950 in Kitchener, Ontario) ist ein ehemaliger kanadischer Eishockeyspieler, der von 1970 bis 1985 für die Toronto Maple Leafs, Philadelphia Flyers und Detroit Red Wings in der National Hockey League spielte. Während seiner Zeit bei den Maple Leafs erzielte er als bisher einziger Spieler der NHL-Geschichte in einem Spiel zehn Scorerpunkte. 
Sein Bruder Gary und sein Sohn Ryan waren ebenfalls professionelle Eishockeyspieler.

## Karriere
Sittler wuchs als eines von acht Kindern in bodenständigen Verhältnissen auf dem Land auf und diese ländliche Arbeitseinstellung behielt er während seiner ganzen Karriere bei. In der Ontario Hockey Association ging er in der Saison 1967/68 zunächst für die London Nationals aufs Eis, bei denen er seine Rookiesaison als bester Scorer der Mannschaft beendete. Nach dem Verkauf des Teams und der Umbenennung auf den Namen London Knights blieb Sittler noch zwei Spieljahre in der OHA, in denen der Stürmer abermals zum besten Scorer der Mannschaft avancierte und 1969 ins All-Star Second Team der Liga gewählt wurde. Beim NHL Amateur Draft 1970 wurde er in der ersten Runde als achter Spieler von den Toronto Maple Leafs ausgewählt. Mit seiner Entschlossenheit und einer Kombination aus gutem Schuss und läuferischer Stärke war er von der Saison 1972/73 bis Ende der 1970er-Jahre acht Spielzeiten in Folge stets Torontos Topscorer, nachdem er in den ersten beiden Spielzeiten eher unauffällig agiert hatte. Zuerst hatte er auf der Position des linken Flügelspielers agiert, war jedoch nach seiner zweiten NHL-Saison auf die Position des Centers gewechselt. Während dieser Zeit befanden sich die Maple Leafs im Neuaufbau, nachdem zahlreiche Spieler die Karriere beendet bzw. das Team in einem Tauschhandel verlassen hatten. 1975 ging Dave Keon in die World Hockey Association und Sittler wurde als dessen Nachfolger in Toronto zum Mannschaftskapitän der Leafs ernannt.
Im Verlauf der Saison 1975/76 erzielte er am 7. Februar 1976 im Spiel gegen die Boston Bruins zehn Punkte. Obwohl Torwart Gerry Cheevers den Bruins zur Verfügung stand, entschied sich Cheftrainer Don Cherry ihm eine Ruhepause zu gönnen und stellte stattdessen den unerfahrenen Dave Reece als Starttorhüter auf. Sittler erzielte in dieser Partie sechs Tore und vier Assists, wobei der Stürmer im zweiten und letzten Drittel jeweils einen Hattrick verbuchte. Mit zehn Punkten in diesem Spiel brach er den NHL-Rekord von Maurice Richard, der einst acht Punkte in einer Partie erzielt hatte. In derselben Saison traf Sittler in einem Playoff-Spiel gegen die Philadelphia Flyers fünf Mal ins Netz, ein weiterer heute noch gültiger Rekord, den er mit mehreren Spielern teilt. Sittler schaffte es gemeinsam mit Lanny McDonald und Börje Salming nicht die Leafs zum Stanley Cup zu führen. In der Saison 1977/78 erreichte Sittler seinen Karrierebestwert von 117 Scorerpunkten in der regulären Saison.
Im Dezember 1979 transferierte das Management der Leafs Lanny McDonald zu den Colorado Rockies, woraufhin Sittler aus Protest vorübergehend vom Amt des Mannschaftskapitäns zurücktrat. Sein damaliger Berater war Alan Eagleson, der auch den NHL-Star Bobby Orr betreut hatte. Es gelang die Wogen zu glätten und Sittler wurde erneut Mannschaftskapitän der Leafs, doch zwei Jahre später hielt es ihn nicht mehr in Toronto und er verlangte nach einem Vereinswechsel. Der auf eigenen Wunsch vollzogene Tauschhandel fand im Januar 1982 statt, als die Leafs den Stürmer im Austausch für die Rechte an Rich Costello und einem Zweitrunden-Wahlrecht im NHL Entry Draft 1982 an die Philadelphia Flyers abgaben, wo er drei Jahre blieb. Danach folgte ein letztes Jahr in Detroit. Nachdem ihn die Flyers zu den Detroit Red Wings transferiert hatten, weigerte sich der Stürmer zunächst in Hockeytown zu spielen.
Im Jahr 1989 wurde Sittler mit der Aufnahme in die Hockey Hall of Fame geehrt. 1991 wurde er zum Special Consultant der Maple Leafs ernannt, diese Position hatte er bis 1997 inne. Später war er in Toronto auch in den Bereichen Marketing und Öffentlichkeitsarbeit tätig.
1997 führte ihn die Fachzeitschrift The Hockey News auf Platz 93 der besten NHL-Spieler aller Zeiten. Nach dem Ende seiner Spielerkarriere sperrten die Toronto Maple Leafs am 8. Februar 2003 seine Rückennummer 27.

### International
Für Kanada nahm Sittler an den Weltmeisterschaften 1982 und 1983 sowie dem Canada Cup 1976 teil. Beim Canada Cup 1976 erzielte er im zweiten Spiel der Finalserie gegen die Tschechoslowakei das entscheidende Tor in der Verlängerung zum Turniersieg für die Kanadier. Bei den WM-Endrunden 1982 und 1983 erreichte er mit den Kanadiern jeweils den dritten Platz und gewann die Bronzemedaille.
Des Weiteren bestritt der Angreifer für die Mannschaft der NHL All-Stars den Challenge Cup 1979, als diese drei Partien gegen die Nationalmannschaft der UdSSR absolvierten.

## Erfolge und Auszeichnungen
| - 1969 OHA All-Star Second Team - 1975 NHL All-Star Game - 1978 NHL All-Star Game - 1978 NHL Second All-Star Team | - 1979 Teilnahme am Challenge Cup - 1980 NHL All-Star Game - 1983 NHL All-Star Game - 1989 Aufnahme in die Hockey Hall of Fame |

### International
- 1976 Goldmedaille beim Canada Cup
- 1982 Bronzemedaille bei der Weltmeisterschaft
- 1983 Bronzemedaille bei der Weltmeisterschaft

## Rekorde
Sittler stellte in seiner Karriere insgesamt zwei Rekorde auf, die seit dem Jahr 1976 Bestand haben.
Am 7. Februar 1976 gelang es dem Kanadier als einzigem Spieler der NHL-Geschichte zehn Scorerpunkte in einem Spiel zu erzielen. Beim 11:4-Sieg der Toronto Maple Leafs über die Boston Bruins erzielte er sechs Tore und bereitete vier weitere vor. Gute zwei Monate später stellte Sittler einen weiteren Rekord auf. In der Playoff-Partie der Maple Leafs gegen die Philadelphia Flyers am 22. April 1976 traf er insgesamt fünf Mal beim 8:5-Sieg. Den Rekord teilt sich der Stürmer mit vier weiteren Spielern – Newsy Lalonde, Maurice Richard, Reggie Leach und Mario Lemieux.

## Karrierestatistik

### International
| Vertrat Kanada bei: - Canada Cup 1976 - Weltmeisterschaft 1982 - Weltmeisterschaft 1983 | Vertrat National Hockey League bei: - Challenge Cup 1979 |

(Legende zur Spielerstatistik: Sp oder GP = absolvierte Spiele; T oder G = erzielte Tore; V oder A = erzielte Assists; Pkt oder Pts = erzielte Scorerpunkte; SM oder PIM = erhaltene Strafminuten; +/− = Plus/Minus-Bilanz; PP = erzielte Überzahltore; SH = erzielte Unterzahltore; GW = erzielte Siegtore; 1 Play-downs/Relegation; Kursiv: Statistik nicht vollständig)